# JWH-122
JWH-122 ist ein synthetisches Cannabinoidmimetikum, das von John W. Huffman entwickelt wurde. Es ist ein methyliertes Analogon von JWH-018. Die Verbindung wurde als Wirkstoff in diversen Spice-artigen "Räuchermischungen" nachgewiesen.

## Rechtslage

### Deutschland
Mit Beschluss vom 6. Juli 2012 ist JWH-122 in Anlage II des BtMG aufgenommen worden.

### Österreich
JWH-122 unterliegt nicht dem österreichischen Suchtmittelgesetz. Jedoch wurde der Verkauf von „Räuchermischungen“ mit synthetischen Cannabinoiden seit 18. Dezember 2008 gemäß § 1 Abs. 1 Z 5 des Arzneimittelgesetzes unterbunden. Weiters unterliegt die Substanz seit dem 1. Februar 2012 dem „Bundesgesetz über den Schutz vor Gesundheitsgefahren im Zusammenhang mit Neuen Psychoaktiven Substanzen“ (Neue-Psychoaktive-Substanzen-Gesetz, NPSG), sofern sie zum menschlichen Konsum bestimmt ist.